# Pròcul (prenom)
Pròcul (llatí: Proculus) fou un prenom masculí romà utilitzat sobretot en les etapes més antigues de la República Romana, i més tard esdevingut cognomen. El femení és Pròcula i no tenia una forma abreujada regular.
No sembla que fos mai un prenom gaire comú, si més no en els períodes documentats historiogràficament i epigràficament (a partir de la República el segle v aC). Hom el troba, per bé que testimonialment, a les gentes Betúcia, Gegània, Júlia, Sertòria i Virgínia, principalment en el període més reculat de la República, car el segle i aC ja es considerava un prenom extint i marcadament arcaic. En canvi, abans de caure en desús va tenir temps de donar nom a dues gentes, la Proculeia i la Procil·la, i també a un cognomen, Pròcul; aquest darrer fou força més fructífer, i més tard prengué la forma Procle, també força estès.
Els gramàtics antics relacionaven el nom amb procul 'lluny' 'a distància' i es referiria a una persona nascuda quan el pare era absent (a diferència de Pòstum, nascut quan el pare era mort) o també a una persona nascuda de pares d'avançada edat. En canvi, també sembla possible que sigui un diminutiu de procus.
Entre els personatges que portaren aquest nom hi ha els cònsols Pròcul Virgini Tricost Rútil (486 aC) i Pròcul Gegani Macerí (440 aC).